# Leskeodon pandurifolius
Leskeodon pandurifolius är en bladmossart som beskrevs av Fleischer 1908. Leskeodon pandurifolius ingår i släktet Leskeodon och familjen Daltoniaceae. Inga underarter finns listade i Catalogue of Life.